# Black Hand/Percival
Black Hand/Percival è un singolo del gruppo prog rock italiano New Trolls pubblicato nel 1972 dalla casa discografica Fonit-Cetra. 

## Il disco
Black Hand è la sigla di apertura dello sceneggiato televisivo diretto da Daniele D'Anza e interpretato da Adolfo Celi Joe Petrosino; si tratta di un brano sincopato in tempo ternario, con un interessante lavoro pianistico di Maurizio Salvi
Il retro del singolo, il brano Percival è tratto dall'album dei New Trolls, uscito nel 1972, Searching for a Land.
Il singolo è stato pubblicato in due varianti che differiscono leggermente per il colore delle scritte in copertina (una versione arancio, l'altra blu) e numero di matrice sul solco di fine traccia.

## Tracce
LATO A
1. Black Hand – 2:35 (testo: Vittorio De Scalzi – musica: Pino Calvi, Romolo Grano; edizioni musicali Sugarmusic, Portovenere)

LATO B
1. Percival – 5:22 (testo: Gianni Belleno, Vittorio De Scalzi – musica: Nico Di Palo; edizioni musicali Usignolo)

## Formazione
- Vittorio De Scalzi - chitarra, sintetizzatore, voce
- Nico Di Palo - chitarra, voce
- Frank Laugelli - basso
- Maurizio Salvi - pianoforte, organo Hammond, sintetizzatore
- Gianni Belleno - batteria, percussioni